# Прапор Діксмейде
Прапор Діксмейде був офіційно затверджений муніципальною радою 30 січня 1986 року як муніципальний прапор західнофламандської комуни і міста Діксмейде. 4 листопада 1986 року він був підтверджений урядом Фландрії та остаточно опублікований 3 грудня 1987 року в офіційному бельгійському державному віснику.

Офіційно прапор описується так: 
Вісім однаково високих смуг жовтого і синього кольорів.
Прапор повністю заснований на муніципальному гербі і тому виглядає абсолютно однаково.
Комуна Беверен використовує прапор, який нагадує прапор Діксмейде, але з діагональним хрестом.

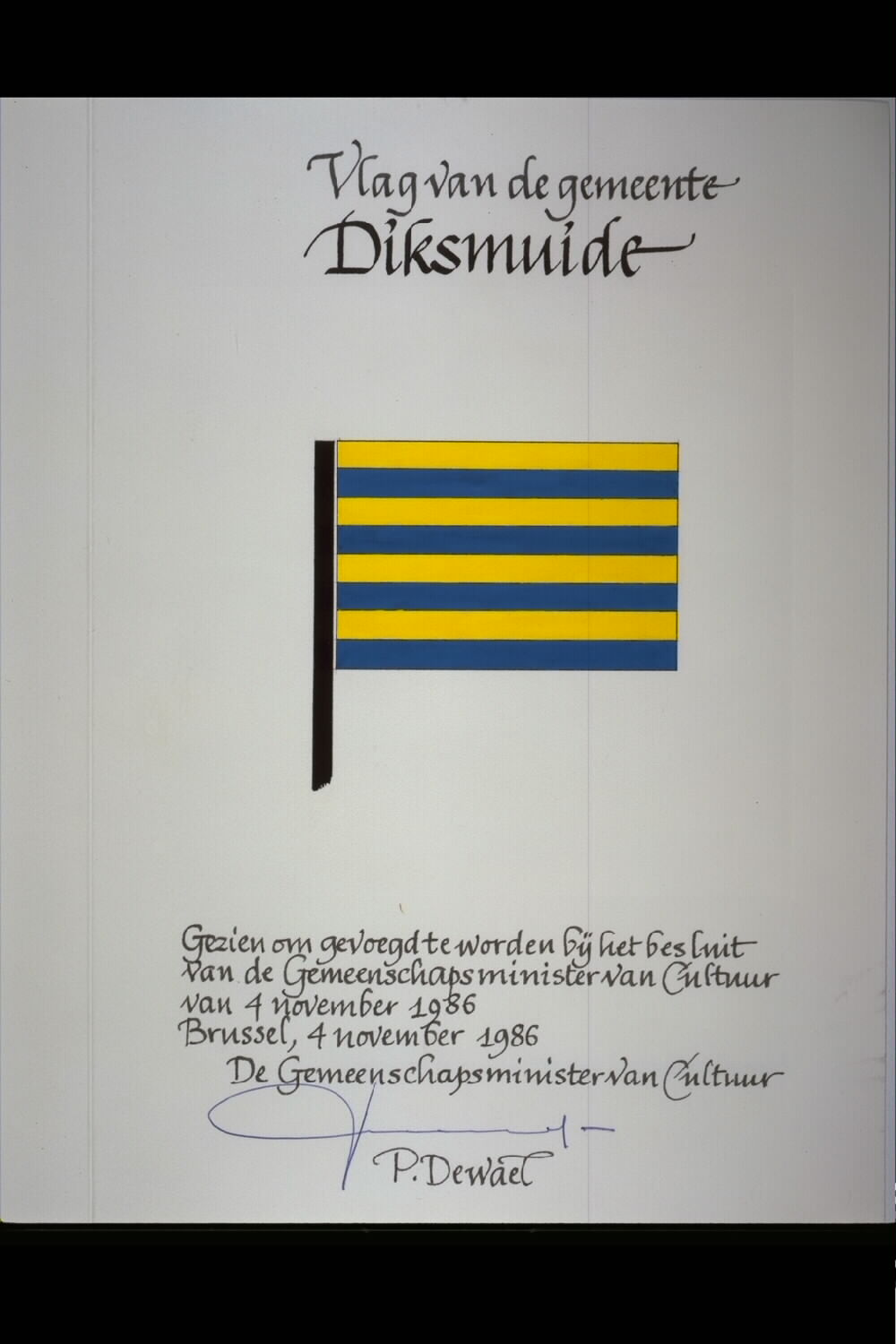
Дизайн прапора, намальований Патріком Девалем
Герб Діксмейде
Прапор Беверена